# Lombron
Lombron és un municipi francès situat al departament del Sarthe i a la regió de País del Loira. L'any 2007 tenia 1.945 habitants.

## Demografia

### Població
El 2007 la població de fet de Lombron era de 1.945 persones. Hi havia 725 famílies de les quals 142 eren unipersonals (71 homes vivint sols i 71 dones vivint soles), 270 parelles sense fills, 289 parelles amb fills i 24 famílies monoparentals amb fills.
La població ha evolucionat segons el següent gràfic:
Habitants censats

### Habitatges
El 2007 hi havia 818 habitatges, 734 eren l'habitatge principal de la família, 50 eren segones residències i 33 estaven desocupats. 810 eren cases i 8 eren apartaments. Dels 734 habitatges principals, 607 estaven ocupats pels seus propietaris, 119 estaven llogats i ocupats pels llogaters i 9 estaven cedits a títol gratuït; 5 tenien una cambra, 26 en tenien dues, 124 en tenien tres, 223 en tenien quatre i 357 en tenien cinc o més. 621 habitatges disposaven pel capbaix d'una plaça de pàrquing. A 270 habitatges hi havia un automòbil i a 431 n'hi havia dos o més.

### Piràmide de població
La piràmide de població per edats i sexe el 2009 era:
| Homes | Edats   | Dones |
| ----- | ------- | ----- |
| 0     | 95 o +  | 0     |
| 4     | 90 a 94 | 12    |
| 12    | 85 a 89 | 12    |
| 0     | 80 a 84 | 4     |
| 20    | 75 a 79 | 12    |
| 32    | 70 a 74 | 48    |
| 44    | 65 a 69 | 16    |
| 44    | 60 a 64 | 56    |
| 16    | 55 a 59 | 24    |
| 56    | 50 a 54 | 72    |
| 120   | 45 a 49 | 68    |
| 68    | 40 a 44 | 64    |
| 56    | 35 a 39 | 76    |
| 72    | 30 a 34 | 64    |
| 40    | 25 a 29 | 60    |
| 68    | 20 a 24 | 24    |
| 76    | 15 a 19 | 84    |
| 88    | 10 a 14 | 60    |
| 52    | 5 a 9   | 84    |
| 60    | 0 a 4   | 56    |

## Economia
El 2007 la població en edat de treballar era de 1.256 persones, 946 eren actives i 310 eren inactives. De les 946 persones actives 885 estaven ocupades (485 homes i 400 dones) i 62 estaven aturades (27 homes i 35 dones). De les 310 persones inactives 111 estaven jubilades, 86 estaven estudiant i 113 estaven classificades com a «altres inactius».

### Ingressos
El 2009 a Lombron hi havia 749 unitats fiscals que integraven 1.991,5 persones, la mediana anual d'ingressos fiscals per persona era de 17.250 €.

### Activitats econòmiques
Dels 42 establiments que hi havia el 2007, 2 eren d'empreses extractives, 3 d'empreses alimentàries, 1 d'una empresa de fabricació de material elèctric, 2 d'empreses de fabricació d'altres productes industrials, 14 d'empreses de construcció, 3 d'empreses de comerç i reparació d'automòbils, 1 d'una empresa de transport, 1 d'una empresa d'hostatgeria i restauració, 1 d'una empresa financera, 2 d'empreses immobiliàries, 2 d'empreses de serveis, 5 d'entitats de l'administració pública i 5 d'empreses classificades com a «altres activitats de serveis».
Dels 17 establiments de servei als particulars que hi havia el 2009, 1 era una oficina de correu, 1 taller de reparació d'automòbils i de material agrícola, 1 paleta, 1 guixaire pintor, 3 fusteries, 2 lampisteries, 2 electricistes, 1 empresa de construcció, 2 perruqueries, 1 restaurant i 2 agències immobiliàries.
Dels 3 establiments comercials que hi havia el 2009, 1 era una botiga de menys de 120 m², 1 una fleca i 1 una carnisseria.
L'any 2000 a Lombron hi havia 36 explotacions agrícoles que ocupaven un total de 962 hectàrees.

## Equipaments sanitaris i escolars
El 2009 hi havia 1 farmàcia i 1 ambulància.
El 2009 hi havia una escola elemental.

## Poblacions més properes
El següent diagrama mostra les poblacions més properes.